# ハーマン・デイリー
ハーマン・エドワード・デイリー（英: Herman Edward Daly、1938年7月21日 - 2022年10月28日）はアメリカの生態経済学者、ジョージスト経済学者、メリーランド大学カレッジパーク校公共政策学部の名誉教授。
1996年ハイネケン賞、2014年ブループラネット賞受賞。

## 著作

### 単著
- 『持続可能な発展の経済学』新田功・藏本忍・大森正之 訳、みすず書房、2005年。
- 『「定常経済」は可能だ!』枝廣淳子 聞き手、岩波書店〈岩波ブックレット〉、2014年。

### 共著
- ジョシュア・ファーレイ『エコロジー経済学 : 原理と応用』佐藤正弘 訳、NTT出版、2014年。